# Satsfläta
Satsfläta är en vanlig syntaktisk företeelse i främst talad svenska. I meningen Jag vet inte om jag har läst den boken kan boken framhävas,  eller topikaliseras, genom att sägas först. Då blir det en satsfläta: Den boken vet jag inte om jag har läst.
Uttryckt i grammatiska termer beror en satsfläta på topikalisering, spetsställning eller fundamentplacering av ett element i bisatsen, som därför i stället ser ut att höra till huvudsatsen.
I äldre svensk språkvård ansågs satsflätor vara olämpliga, eftersom de är grammatiskt ologiska och ofta är tvetydiga. Satsflätor är dock en utbredd företeelse, inte bara i svenskan, och förekommer i konstruktioner som varken låter onaturliga eller orsakar missförstånd. Modern svensk språkvård, till exempel Språkrådet, påpekar dock att satsflätekonstruktionen låter talspråklig och inte passar i alla slags skriftspråk.

## Exemplifiering

### Exempel på tvetydighet
I följande meningar leder satsflätekonstruktionen till en tvetydighet:
- Chefen tycker jag är konstig.
  - Är det chefen eller jag som verkar konstig?
- I morgon vet jag vilken dag det är.
  - Menar jag att jag först i morgon kommer åt min kalender för att kolla datum, eller att det är en speciell dag i morgon?

### Exempel utan tvetydighet
Det finns exempel där satsflätor inte riskerar att leda till missförstånd:
- Vilken bok anser du att jag ska läsa?
- Honom vill jag inte att du träffar.
- Rädd kan man inte påstå att hon är.
- Den där mannen tror jag tittar på oss.
- Det var en man som min fru sa att vi var släkt med.
- Det trodde jag aldrig skulle hända.
- Satsflätor vet du väl vad det är.

Till konstruktionen av satsflätor hör att verbet i huvudsatsen oftast är sägeverb och tankeverb eller liknande, som anse, vill, påstå, tro, säga eller veta. Man gör ogärna satsflätor med verb som "blommorna gör jag så att de blommar".

### Exempel på långa meningar
Långa och komplicerade meningar blir onödigt krångliga om de också konstrueras med satsfläta:
- Regeringen har nu givit sig in i förhandlingar med detta parti som regeringen en gång bildades med den uttalade målsättningen att aldrig förhandla med.[1]

### Exempel från finlandssvenska
I finlandssvenskan förekommer satsflätor på samma sätt som i sverigesvenskan, men där har ett tilläggsfenomen uppstått, en överanvändning av det att som förtydligar satskonstruktionen i meningar som Vilken bok anser du att jag ska läsa?. Den meningen kunde fungera också utan att, men i finlandssvenskan finns ett tämligen allmänt utbrett, till synes förtydligande, bruk av att också när det är bisatsens subjekt som är det topikaliserade ordet:
- Den där mannen tror jag att tittar på oss.
- Det trodde jag aldrig att skulle hända.